# Związek Gmin Regionu Płockiego

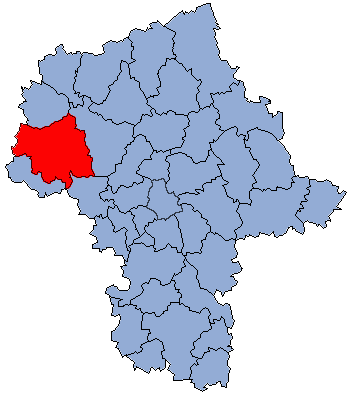
Powiat płocki na mapie Mazowsza

Związek Gmin Regionu Płockiego (ZGRP) – związek międzygminny zrzeszający gminy powiatu płockiego i części powiatów płońskiego oraz gostynińskiego założony 14 kwietnia 1994. Gminy członkowskie tworzące związek w obecnym kształcie zajmują łącznie powierzchnię 2 088,79 km² zamieszkiwaną przez około 236 tysięcy mieszkańców. ZGRP posiada własne biuro znajdujące się na terenie Płockiego Parku Przemysłowo-Technologicznego, przy ulicy Zglenickiego 42 w Płocku.

## Członkowie
Powiat Płocki
- Płock
- Drobin
- Gąbin
- Wyszogród
- Bielsk
- Bodzanów
- Brudzeń Duży
- Bulkowo
- Łąck
- Mała Wieś
- Nowy Duninów
- Radzanowo
- Słupno
- Stara Biała
- Staroźreby

Powiat Płoński
- Czerwińsk nad Wisłą

Powiat Gostyniński
- Pacyna
- Szczawin Kościelny

## Cele i władze
Cele związku według statutu przyjętego 11 marca 2013 to:
- Wspólne rozwiązywanie problemów o charakterze ponadgminnym.
- Restrukturyzacja regionu w celu pełnego wykorzystania potencjału ludzkiego i rzeczowego oraz przeciwdziałanie bezrobociu.
- Inicjowanie tworzenia kompleksowej infrastruktury społecznej, gospodarczej, technicznej.
- Wspólne występowanie wobec uprawnionych podmiotów z inicjatywami korzystnych dla samorządu terytorialnego rozstrzygnięć legislacyjnych.
- Reprezentowanie wspólnych interesów gmin wchodzących w skład Związku.
- Podejmowanie działań integracyjnych związanych z planami utworzenia i funkcjonowania powiatu płockiego.

Pracami Związku kieruje zarząd, którego przewodniczącym jest Andrzej Nowakowski (Prezydent miasta Płocka).